# Зоряна дата
Зоряна дата (англ. Stardate) — спосіб запису абсолютної дати у всесвіті Зоряного шляху. Це число в десятковій системі числення, що округляється, зазвичай, до одного десяткового знака, та замінює числа Григоріанського календаря. Має вигляд кількох цифр, розділених крапкою, наприклад, 41254.7. В українському дубляжі фільмів також називається зоредатою.
Єдиного принципу утворення зоряної дати не існує. В межах навіть одного твору за «Зоряним шляхом» можуть бути розбіжності. Головне призначення зоряної дати — підкреслити, що дія відбувається в майбутньому.

## Принципи датування

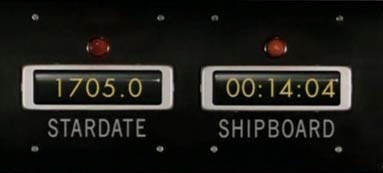
Хронометр зорельота «Ентерпрайз» у Оригінальному серіалі

У всесвіті Зоряного шляху поведінка зоряної дати набагато менш прозора, ніж у будь-якого відомого календаря, оскільки сценаристи обирали числа більш-менш довільно. Однією з перших причин введення Зоряної дати була необхідність вказати, що події відбуваються в майбутньому, але не вказувати конкретної дати, хоча з численних творів відомі й роки описаних подій за Григоріанським календарем. Часто в Зоряній даті не відображається реальний час подій, а зашифровано певну інформацію про сам твір.
Джин Родденберрі пояснював, що за оригінальним задумом зоряна дата відповідала порядку показу епізодів і не містила якоїсь конкретної інформації. Але позаяк епізоди показувалися на ТБ не в тому порядку, в якому фільмувалися, «ми почали отримувати скарги від глядачів, які запитували: як так, що одного тижня зоряна дата — 2891, наступного — 2337, а ще наступного тижня — 3414?». Через те було вигадано обґрунтування, що зоряна дата залежить від розташування, швидкості руху та інших факторів, але не існувало якоїсь формули, що реально її розраховувала б. У 1986 році Родденберрі жартував, що «в оригінальному серіалі зоряні дати визначалися складною формулою, заснованою на відстані від Землі, помноженій на день народження продюсера». Пізніше вона вираховувалася так: перша цифра вказує на століття дії (4 — 24 століття, 3 — 23 і т. д.), наступна — сезон серіалу, додаткові три цифри нерівномірно варіюються в межах сезону від 000 до 999. Цифри перед десятковою крапкою формально вказують на дні, а цифра після крапки — на десяткову частину доби. Згодом пояснювалося, що друга цифра вказує на десяткову частину року.
У виданні оригінального серіалу з нагоди його 30-ї річниці в 1996 році пропонувалося, що зоряна дата — це кількість днів від початку календаря Жозефа Скалігера, засновника сучасної наукової історичної хронології. Наприклад, 8 вересня 1996 буде 2450335 днів з часу, коли збігалися перші роки головних календарних періодів. Для зручності беруться останні п'ять цифр, тобто зоряна дата буде 50335. Доба з 24-х годин переводиться в десятковий формат, який записується після крапки.
Проте в серіалі «Зоряний шлях: Наступне покоління» зоряна дата — це просто скорочений рік дії без першої цифри з додавання року написання сценарію чи фільмування. Так, 2487 рік у зоряній даті буде 487. З датою написання сценарію буде 487/87. Потім серіал повернувся до датування з п'яти цифр і з крапкою. Разом з тим у епізодах згадуються дати з двома й більше цифрами після крапки, а іноді вони відсутні.
І «Зоряний шлях: Глибокий космос 9», і «Зоряний шлях: Вояджер» продовжували використовувати стиль «Наступного покоління», а також фільм «Зоряний шлях: Відплата».
Згідно з книгою «Хронологія Зоряного шляху», в основі зоряної дати лежить ділення року на 1 тис. частин з нульовою точкою 2323 року. Тому початок 2364 року буде 41000.
У «Технічному посібнику Зоряного флоту» перші дві цифри відповідали року, наступні дві — місяцю, а цифри після крапки — дню місяця. Так 1 листопада 1975 року записувалося 7511.01.
Фільми-перезапуски використовували зоряну дату в форматі 2233.45, де 2233 — це рік, а 45 — день у 365-иденному році. Тож число після крапки може бути в діапазоні від 001 до 365. Або ж числа після коми вказували на соту частину року. Тому 2 липня позначалося як 50, бо це 50 % року.
Попри спроби раціонально обґрунтувати як обраховуються дати, існує значна кількість згадок дат, які не вписуються у жодну формулу чи суперечать сусіднім датам. Майкл Шабон, сценарист і виконавчий продюсер «Зоряного шляху: Пікар», писав, що зоряні дати неінформативні. «Надати авдиторії зоряну дату — це все одно, що я хотів би знати, чи потрібно мені одягати светр чи ні, а ви сказали б мені, яка температура на вулиці в градусах Кельвіна».